# تیاستو
تیاستو (به استونیایی: Tiastõ) یک منطقه مسکونی در شهرستان وورو است که در جنوب شرقی استونی واقع شده است.